# Apogon griffini
Apogon griffini es una especie de pez de la familia de los apogónidos en el orden de los perciformes.

## Morfología
Los machos pueden llegar a alcanzar los 13,5 cm de longitud total.

## Distribución geográfica
Se encuentran en las Filipinas.